# KaiOS
A KaiOS egy Linux-alapú nyomógombos feature phone-okra tervezett mobil operációs rendszer. A rendszer fejlesztője a hongkongi székhelyű KaiOS Technologies, ami 2017-ben jelentette meg az operációs rendszert a 2016-ban megszűnt Firefox OS-re épülő nyílt forráskódú B2G OS elágazásaként.
2021 novemberében a KaiOS rendszer felhasználói felületének dizájnját Red Dot-díjjal jutalmazták.

## Verziómegjelenések
| Verziószám | Megjelenés       | Újítások                                                    | Készülékek                       |
| ---------- | ---------------- | ----------------------------------------------------------- | -------------------------------- |
| 1.0        | 2017 márciusa    | Első stabil kiadás                                          |                                  |
| 2.0        | 2017 júliusa     | Gecko 48-ra való frissítés                                  |                                  |
| 2.5.0      | 2017 novembere   | Szolgáltatások és harmadik féltől származó applikációk      | Nokia 8110 4G                    |
| 2.5.1      | 2018 júliusa     | KaiStore, KaiAccount, WhatsApp                              |                                  |
| 2.5.1.1    | 2018 szeptembere | Kisebb rendszerfrissítés                                    |                                  |
| 2.5.2      | 2018 decembere   | KaiAds                                                      | Nokia 2720 Flip, Nokia 800 Tough |
| 2.5.3      | 2019 júliusa     | Főbb szolgáltatásbeli frissítések                           |                                  |
| 2.5.3.1    | 2020 februárja   | Kisebb rendszerfrissítések, értesítési rendszer fejlesztése |                                  |
| 2.5.3.2    | 2020 májusa      | Dual SIM LTE támogatása                                     |                                  |
| 2.5.4      | 2020 augusztusa  | LF 1.6 integráció                                           | Nokia 6300 4G, Nokia 8000 4G     |
| 3.0        | 2021 szeptembere | Főbb platformfrissítés, Gecko frissítése 84-es verzióra     |                                  |

## Készülékek
| Márka        | Típus |
| ------------ | --- |
| Alcatel      | Go Flip, 3088X |
| Cat          | B35 |
| Doro         | 7010, 7030, 7050, 7060 |
| Energizer    | Energizer Energy E220, E220S, E241, E241S és Hardcase H241, H242, H280S |
| Geo Phone    | T15 |
| Jazz         | Digit 4G |
| Jio          | JioPhone, JioPhone F30C, F101K, F120B, F220B, F211S, F221S, F250Y, F271I, F10Q, F41T, F50Y, F61F, F81E, F90M, LF-2401, LF-2402, LF-2403, LF-2403N, JioPhone 2, F300B, F310B, JioPhone lite, F320B |
| Kitochi      | 4G Smart |
| Maxcom       | MK241, MK281 |
| Multilaser   | ZAPP |
| MTN          | MTN Smart S 3G |
| Nokia        | 8110 4G, 2720 Flip, 800 Tough, 6300 4G, 8000 4G |
| Orange       | Sanza 2, Sanza XL |
| Positivo     | P70S |
| QMobile      | 4G Plus |
| Sigma mobile | X-Style S3500 sKai |
| Tecno        | T901 |
| Vodacom      | Smart Kitochi (Vida), Smart Kitochi (Azumi) |
| WizPhone     | WP006 |

## Piaci részesedés
2018-ra Indiában a második legnépszerűbb mobil operációs rendszer lett az Android 71%-os részedése után 15%-kal.